# Hayley Williams
Hayley Nichole Williams (n. 27 decembrie 1988) este o cântăreață și compozitoare americană care este cel mai bine cunoscută ca solista principală, pianista ocazională și compozitoarea principală a formației de rock americane, Paramore.

## Tinerețea
Hayley Williams este fiica lui Joey și Cristi Williams, s-a născut în Meridian, Mississippi. Ea are două surori vitrege mai tinere. Ca rezultat al divorțului părinților săi din 2002, Williams s-a mutat în Franklin, Tennessee. Acolo i-a întâlnit pe foștii membri ai formației, Josh și Zac Farro în noua ei școală. Când era încă în școală, a dat o audiție pentru o formație de cover-uri funk, The Factory, unde s-a întâlnit cu bassistul Jeremy Davis.

## Cariera muzicală
Williams a fost descoperită în 2003 de manageri Dave Steunebrink și Richard Williams, cu care la vârsta de 14 ani a semnat un acord de producție de doi ani. Pe atunci scria cântece pop cu alți compozitori în Nashville. Williams a fost introdusă lui Tom Storms, A&R de la Atlantic Records prin avocații lui Richard Williams, Jim Zumwalt și Kent Marcus, iar apoi Jason Flom a semnat un contract cu ea. Planul original al casei de discuri pentru noua lor artistă era să o transforme într-o artistă de muzică pop, dar Williams a obiectat, spunând că vrea să fie parte dintr-o formație și să cânte muzică pop punk.

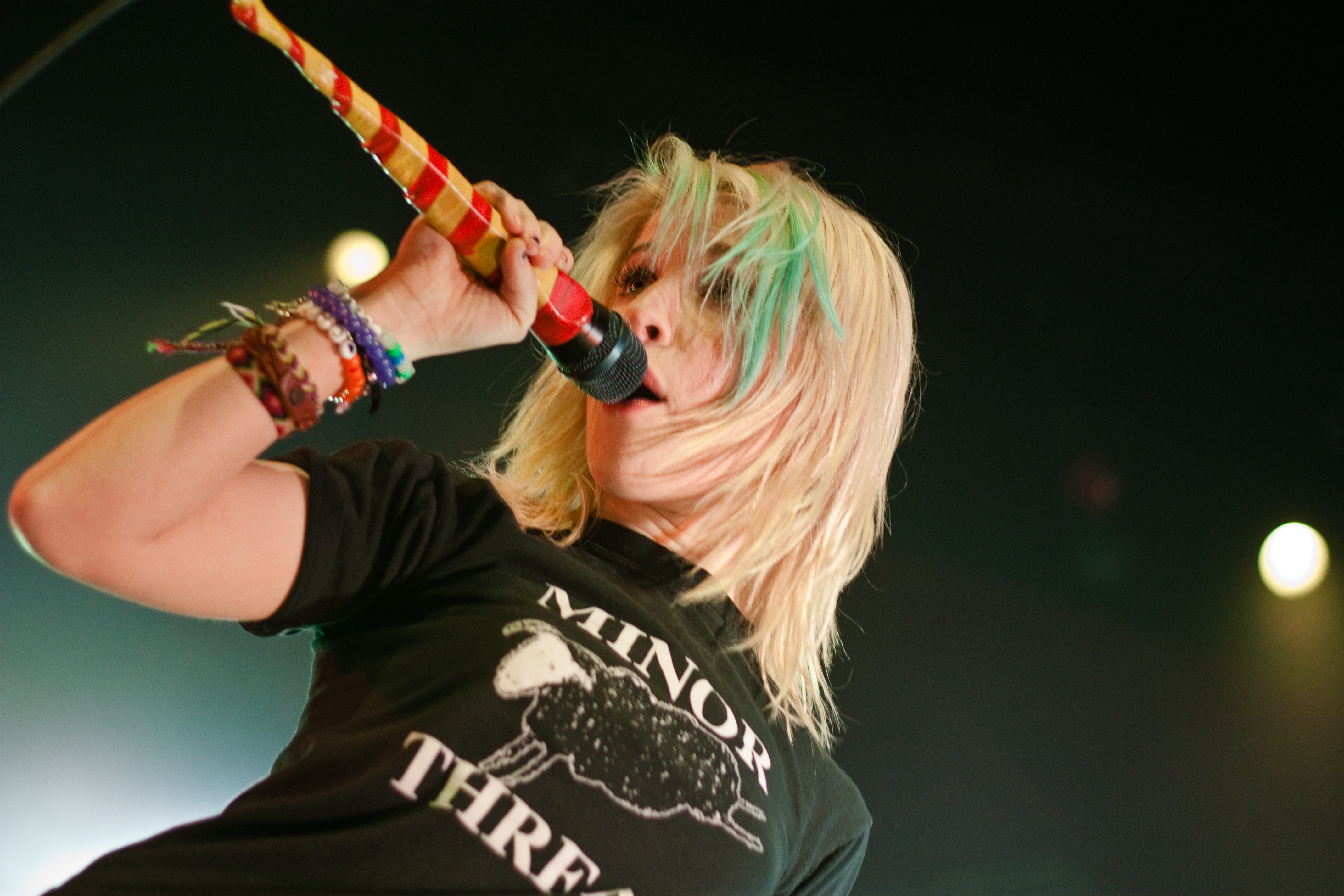
Williams interpretând cu Paramore în 2009.

Atlantic a decis să îi respecte decizia, iar Hayley a format Paramore cu Josh Farro, Zac Farro, și Jeremy Davis. Muzica formației trebuia să fie lansată prin Atlantic Records, dar departamentul de marketing a casei de discuri a decis că ar fi mai bine pentru imaginea formației să nu fie înscriși la o casă de discuri foarte mare. În schimb, ei au decis să își lanseze muzica printr-o casă de discuri mai „tare”, Fueled By Ramen. Albumul de debut al formației, All We Know Is Falling, a fost lansat în 2005 când Hayley a avut doar 16 ani. Paramore a lansat mai târziu încă trei albume, Riot! (2007), Brand New Eyes (2009), și auto-titulatul Paramore (2013). În iunie 2009, Taylor York (chitară ritmică) a devenit un membru oficial al formației, chiar dacă el a cântat deja în turneuri cu formația încă din 2007. În decembrie 2010, doi dintre membrii fondatori ai Paramore (Josh și Zac Farro) au părăsit formația. Acest lucru a fost anunțat de către Williams pe web site-ul formației, iar Josh a postat mai târziu un blog controversional confirmând plecarea lor.
În 2007, Williams a apărut în videoclipul piesei „Kiss Me” de New Found Glory.
În secțiunea Readers' Poll a revistei Kerrang! din 2007, ea a ajuns pe locul doi în categoria „Sexiest Female”, chiar după solista formației Evanescence, Amy Lee, totuși anul viitor, în 2008, ea a ajuns pe primul loc, la fel în 2009, 2010, 2011 și 2012. De asemenea, ea este un personaj cu care se poate jucă în jocul video Guitar Hero World Tour după ce jucătorul completează „Misery Business” in campania vocalistă.

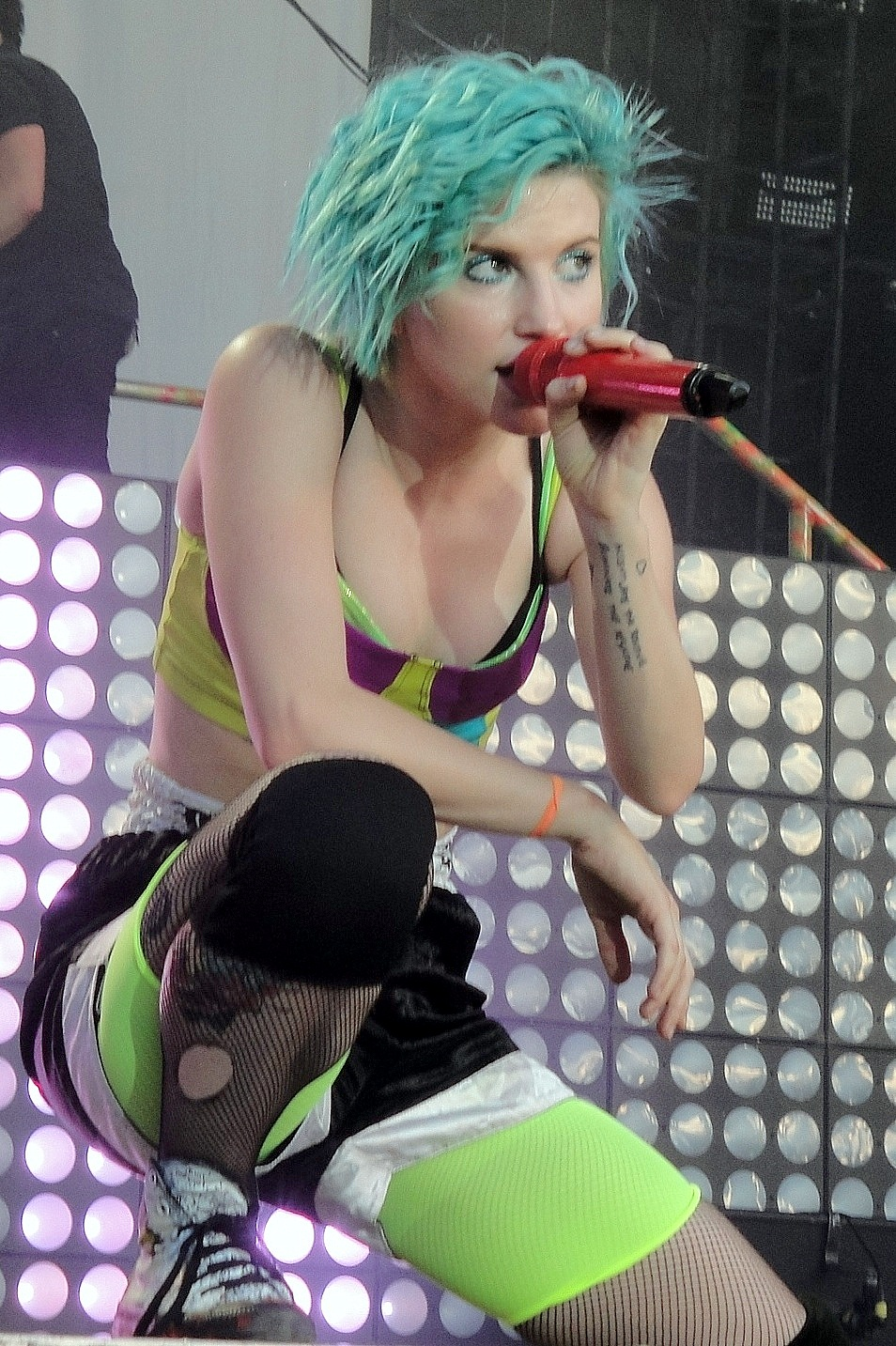
Williams interpretând în timpul turneului Monumentour în Oklahoma City, 2014.

Williams a scris și înregistrat cântecul „Teenagers”, care a apărut pe coloana sonoră a filmului Jennifer's Body. După lansarea piesei „Teenagers”, Williams a spus că nu are niciun plan de a deveni o artistă solo. În 2010, ea a apărut în piesele „Airplanes” și „Airplanes, Part II” de pe albumul de debut al rapper-ului B.o.B, B.o.B Presents: The Adventures of Bobby Ray. Când a fost lansat ca un single, „Airplanes” a ajuns în top ten în nouăsprezece țări, și a ajuns chiar numărul unu în Regatul Unit și Noua Zeelandă.
În 2006, Paramore au fost într-un turneu în afara Statelor Unite pentru prima dată, incluzând un turneu în Regatul Unit și au sprijinit formația post-hardcore rock, The Blackout la Give It A Name Festival în Europa. În martie 2013, Williams a anunțat că va colabora cu MAC Cosmetics pentru lansarea unei noi colecții de machiaje pe 9 aprilie 2013.
Producătorul EDM, Zedd, a colaborat cu Williams la piesa „Stay the Night”, care a fost lansat mai târziu în 2013 pe albumul său de debut, Clarity. Williams a fost onorată cu „Premiul Trailblazer” în Billboard's Women in Music Awards pentru că și-a făcut propriul semn în muzică și ghidează alți artiști. În 2015, Williams a apărut ca „The Crimson Curse” în videoclipul lui Taylor Swift pentru single-ul „Bad Blood” cu încă alte șaisprezece celebrități.

## Voce
Alternative Press a declarat că Williams „are mai multă carismă decât alți cântăreți, iar formația ei nu este rea, de asemenea.” Cânărețul și compozitorul John Mayer a lăudat vocea lui Williams într-un blog în octombrie 2007, numind-o „Marea speranță portocalie”; „portocaliu” referindu-se la culoarea părului ei.
În 2015, ea a găzduit show-ul online Kiss Off, creată de Popular TV.

## Viața personală
Williams este de religie creștină și își discută credința regulat în relație cu muzica ei, dar a criticat natura de judecată a unor creștini. Frații Farro au declarat că diferențele lor în credință au contribuit la plecarea lor din Paramore.
Din 2008, ea a fost într-o relație cu chitaristul formației New Found Glory, Chad Gilbert. Pe data de 31 decembrie 2014, Williams a confirmat că ea și Gilbert sunt logodiți, după ce a fost cerută în ziua de Crăciun.

## Discografie

### Albume de studio cu Paramore
- All We Know Is Falling (2005)
- Riot! (2007)
- Brand New Eyes (2009)
- Paramore (2013)
- After Laughter (2017)
- This Is Why    (2023)

### Cântece
| An   | Titlu       | Album                                          |
| ---- | ----------- | ---------------------------------------------- |
| 2009 | „Teenagers” | Jennifer's Body: Music from the Motion Picture |

### Colaborări
| An   | Single                                     | Poziție pe chart | Poziție pe chart | Poziție pe chart | Poziție pe chart | Poziție pe chart | Poziție pe chart | Poziție pe chart | Poziție pe chart | Poziție pe chart | Poziție pe chart | Certificații (în pragul vânzărilor)                                                                | Album                                       |
| An   | Single                                     | SUA              | AUS              | AUT              | CAN              | GER              | IRE              | NZ               | SWE              | SWI              | UK               | Certificații (în pragul vânzărilor)                                                                | Album                                       |
| ---- | ------------------------------------------ | ---------------- | ---------------- | ---------------- | ---------------- | ---------------- | ---------------- | ---------------- | ---------------- | ---------------- | ---------------- | -------------------------------------------------------------------------------------------------- | ------------------------------------------- |
| 2010 | „Airplanes” (B.o.B cu Hayley Williams)     | 2                | 2                | 2                | 2                | 8                | 2                | 1                | 10               | 5                | 1                | - RIAA: 4× Platină - ARIA: 3× Platină - BPI: Platină - BVMI: Aur - MC: 2× Platină - RIANZ: Platină | B.o.B Presents: The Adventures of Bobby Ray |
| 2013 | „Stay the Night” (Zedd cu Hayley Williams) | 18               | 11               | 20               | 22               | 15               | 8                | 20               | 47               | 56               | 2                | - RIAA: Platină - ARIA: Platină - BPI: Argint                                                      | Clarity                                     |

### Alte apariții
| An   | Cântec                                                                          | Album                                       |
| ---- | ------------------------------------------------------------------------------- | ------------------------------------------- |
| 2006 | „Keep Dreaming Upside Down” (October Fall cu Hayley Williams)                   | A Season in Hell                            |
| 2007 | „Then Came to Kill” (The Chariot cu Hayley Williams)                            | The Fiancée                                 |
| 2007 | „The Church Channel” (Say Anything cu Hayley Williams)                          | In Defense of the Genre                     |
| 2007 | „Plea” (Say Anything cu Hayley Williams și Kenny Vasoli)                        | In Defense of the Genre                     |
| 2009 | „Tangled Up” (New Found Glory cu Hayley Williams)                               | Not Without a Fight                         |
| 2009 | „The Few That Remain” (Set Your Goals cu Hayley Williams)                       | This Will Be the Death of Us                |
| 2010 | „Airplanes, Part II” (B.o.B cu Hayley Williams și Eminem)                       | B.o.B Presents: The Adventures of Bobby Ray |
| 2011 | „Rainbow Connection” (Weezer și Hayley Williams)                                | Muppets: The Green Album                    |
| 2012 | „Fox's Dream of the Log Flume” (MewithoutYou cu Hayley Williams)                | Ten Stories                                 |
| 2012 | „All Circles” (MewithoutYou cu Hayley Williams și Daniel Smith de la Danielson) | Ten Stories                                 |
| 2012 | „Babe” (Chad Gilbert cu Hayley Williams)                                        | Nashville Sessions                          |
| 2012 | „What's His Name” (Domestikated cu Becca (Hayley Williams))                     | Five Minutes in Timeout!                    |
| 2015 | „Bad Blood” (videoclip) (Taylor Swift cu The Crimson Curse (Hayley Williams))   | 1989                                        |

## Premii și nominalizări
| An   | Asociație                                  | Categorie                                                                | Muncă                                                       | Rezultat     |
| ---- | ------------------------------------------ | ------------------------------------------------------------------------ | ----------------------------------------------------------- | ------------ |
| 2007 | Kerrang Readers' Poll 2007                 | Sexiest Female Front Singer                                              | Ea însăși                                                   | Câștigat     |
| 2008 | Kerrang Readers' Poll 2008                 | Sexiest Female Front Singer                                              | Ea însăși                                                   | Câștigat     |
| 2008 | Los Premios MTV Latinoamérica              | Premio Fashionista 2008                                                  | Ea însăși                                                   | Câștigat     |
| 2008 | MTV Video Music Brazil                     | Best International Atc 2008                                              | Ea însăși                                                   | Câștigat     |
| 2009 | Los Premios MTV Latinoamérica              | Premio Fashionista 2009                                                  | Ea însăși                                                   | Câștigat     |
| 2009 | Premiile Shockwaves NME 2009               | Sexiest Female                                                           | Ea însăși                                                   | Câștigat     |
| 2009 | Kerrang Readers' Poll 2009                 | Sexiest Female                                                           | Ea însăși                                                   | Câștigat     |
| 2010 | Kerrang Readers' Poll 2010                 | Sexiest Female                                                           | Ea însăși                                                   | Câștigat     |
| 2010 | Premiile MTV Video Music                   | Video of the Year                                                        | „Airplanes” (cu Hayley Williams) – B.o.B                    | Câștigat     |
| 2010 | Premiile MTV Video Music                   | Best Female Video                                                        | „Airplanes” (cu Hayley Williams) – B.o.B                    | Câștigat     |
| 2010 | Premiile MTV Video Music                   | Best Hip-Hop Video                                                       | „Airplanes” (cu Hayley Williams) – B.o.B                    | Câștigat     |
| 2010 | Premiile MTV Video Music                   | Best Collaboration                                                       | „Airplanes” (cu Hayley Williams) – B.o.B                    | Nominalizare |
| 2010 | Premiile Teen Choice                       | Hook Up Song                                                             | „Airplanes” (cu Hayley Williams) – B.o.B                    | Câștigat     |
| 2010 | A 52-a Ediție Anuală a Premiilor Grammy    | Best Song Written for a Motion Picture, Television or Other Visual Media | „Decode” – Williams, Josh Farro și Taylor York              | Nominalizare |
| 2011 | Kerrang Readers' Poll 2011                 | Sexiest Female                                                           | Ea însăși                                                   | Câștigat     |
| 2011 | A 37-ea Ediția a Premiilor People's Choice | Favorite Song                                                            | „Airplanes” (cu Hayley Williams) – B.o.B                    | Nominalizare |
| 2011 | Premiile BET                               | Video of the Year                                                        | „Airplanes” (cu Hayley Williams) – B.o.B                    | Nominalizare |
| 2011 | Premiile BET                               | Best Collaboration                                                       | „Airplanes” (cu Hayley Williams) – B.o.B                    | Nominalizare |
| 2011 | A 53-a Ediție Anuală a Premiilor Grammy    | Best Pop Collaboration With Vocals                                       | „Airplanes, Part II” (cu Hayley Williams și Eminem) – B.o.B | Nominalizare |
| 2012 | Kerrang Readers' Poll 2012                 | Sexiest Female                                                           | Ea însăși                                                   | Câștigat     |
| 2012 | Premiile NME                               | Hottest Female                                                           | Ea însăși                                                   | Nominalizare |
| 2012 | Premiile Kerrang!                          | Hottest Female                                                           | Ea însăși                                                   | Nominalizare |
| 2012 | Premiile Kerrang!                          | Tweetter of the Year                                                     | Ea însăși                                                   | Câștigat     |
| 2013 | Premiile Kerrang!                          | Hottest Female                                                           | Ea însăși                                                   | Nominalizare |
| 2014 | Premiile Alternative Press Music           | Best Singer                                                              | Ea însăși                                                   | Nominalizare |
| 2014 | Premiile iHeartRadio Music                 | EDM Song of the Year                                                     | „Stay the Night” (cu Hayley Williams) – Zedd                | Nominalizare |
| 2014 | Premiile MTV Video Music                   | Best Editing                                                             | „Stay the Night” (cu Hayley Williams) – Zedd                | Nominalizare |
| 2014 | Premiile MTV Video Music                   | MTV Clubland Award                                                       | „Stay the Night” (cu Hayley Williams) – Zedd                | Câștigat     |
| 2014 | Premiile Billboard's Women in Music        | Trailblazer Award                                                        | Ea însăși                                                   | Câștigat     |
| 2015 | A 57-ea Ediție Anuală a Premiilor Grammy   | Best Rock Song                                                           | „Ain't It Fun” – Williams și Taylor York                    | Câștigat     |